# Lucjan Kudzia
Lucjan Jacenty Kudzia (ur. 1 stycznia 1942 w Zawoi) – polski saneczkarz startujący w jedynkach oraz w dwójkach w parze z Ryszardem Pędrakiem, oraz Ryszardem Gawiorem, olimpijczyk, mistrz świata.
Na igrzyskach olimpijskich startował trzykrotnie. W 1964 zajął jedenaste miejsce w jedynkach, a w dwójkach zajął piąte miejsce. W 1968 w jedynkach finiszował na trzynastym miejscu, a w dwójkach na dziewiątym. Dokładnie takie same rezultaty osiągnął cztery lata później. Największy sukces odniósł na mistrzostwach świata zdobywając w 1963 złoty medal za start w dwójkach.

## Osiągnięcia

### Igrzyska olimpijskie
| Rok  | Miejsce   | Jedynki | Dwójki |
| ---- | --------- | ------- | ------ |
| 1964 | Innsbruck | 11.     | =5.    |
| 1968 | Grenoble  | 13.     | 9.     |
| 1972 | Sapporo   | 13.     | =9.    |